# 影子大亨
《影子大亨》（英語：The Hudsucker Proxy）是1994年上映的美国喜剧电影，由科恩兄弟担任编剧、执导、制作人，山姆·雷米担任联合编剧兼第二单元导演，蒂姆·罗宾斯、珍妮佛·傑森·李和保羅·紐曼主演。
影片剧本早在1985年已完成，1991年喬·西佛代表西尔弗影业买下剧本后正式开拍。华纳兄弟随后同意发行电影，得到Working Title Films和宝丽金影视娱乐资金支持。影片于1992年11月开拍，1993年3月杀青，在美国北卡罗来纳州威尔明顿卡罗可制片厂拍摄。迈克尔·J·麦卡利斯特和馬克·斯泰森为影片构建了等比模型，由The Computer Film Company制作特效。
影片于1994年3月上映，获得影评人褒贬不一的评价，沦为票房炸弹，但也从此获得邪典式追捧。

## 剧情
1958年12月，来自印第安纳州蒙夕的商学院毕业生诺维尔·巴恩斯前来纽约找工作。他缺乏工作经验，只能在大公司赫德萨克工业（Hudsucker Industries）的传达室当文员。不久之后，公司创办人兼总裁华林·赫德萨克突然在开商务会议的时候从顶楼窗户跳楼自杀。事后，冷酷无情的董事会成员西德尼·J·穆斯伯格了解到公司章程要求股东向公众出售公司股份，提议聘请一位非常无能的总裁经营公司，临时压低股价，好让大家能趁机买下公司的控股权。
巴恩斯在传达室接到任务，要将一封“蓝色信”交给穆斯伯格，其实是赫德萨克临死前发出的绝密通讯。然而，巴恩斯没有把信发出去，而是向穆斯伯格简述自己的发明（只是画了一个圆圈，然后神秘兮兮地说：“你知道的，为了孩子”，没有说别的）。穆斯伯格听罢，觉得巴恩斯是个傻子，便选他当赫德萨克的代理人。在城的另一边，艾米·亚彻是一位打扮得花枝招展的记者，曾荣获普利策奖，现任职于《曼哈顿阿格斯》（Manhattan Argus）报社。她接到任务，要给巴恩斯写一篇报道，找出这个男人的真实模样。于是她混入赫德萨克工业，以私人秘书的身份接近巴恩斯，谎称是他梦夕母校的校友，只不过没啥交集。一天晚上，艾米潜入公司大楼寻找线索，意外撞见打理楼顶大钟的莫斯，发现他是赫德萨克的万事通。莫斯将穆斯伯格的计谋一五一十告诉艾米，艾米则将这些情报发给总编，但总编不相信。
公司其他管理员决定制作巴恩斯的发明，希望它买砸，进一步压低公司股价，而这个发明其实是呼啦圈。这个呼啦圈一开始默默无闻，后来突然取得成功。巴恩斯被胜利冲昏头脑，没能从突如其来的成功中感受到喜悦，成为又一个冷漠无情的大亨。然而早已迷上他天真一面的艾米被他的态度激怒，决定离他而去。电梯操作工巴兹急于求成，提出了一个新发明：可调节吸管。然而他的发明非但被巴恩斯无视，而且还招致对方截屏自己。与此同时，公司的看门人阿洛伊修斯发现艾米的真实身份，通知了穆斯伯格。穆斯伯格向巴恩斯公开艾米的秘密身份，又说来年会解除巴恩斯的总裁职务。穆斯伯格说服董事会相信巴恩斯是精神病人，必须把他送到当地的精神病院。
跨年夜那天，艾米在披头族酒吧找到醉醺醺的巴恩斯，当面给他道歉。结果巴恩斯冲出去，被巴兹率领的黑帮追赶。巴恩斯逃到赫德萨克大厦的顶楼，换上他在传达室的制服，爬出窗台。阿洛伊修斯把他锁在窗台外面，看着他在午夜时分滑倒，从大楼摔下。巴恩斯坠落的时候，莫兹停下大楼大钟，止住时间。之后，华林·赫德萨克化身成天使出现在巴恩斯面前，叫他读那封应该给穆斯伯格的蓝色信（还在巴恩斯制服口袋里）。原来，赫德萨克在信中指示穆斯伯格将他的股份转让给继任总裁的人，而非卖给公众。这位继任人原本会是穆斯伯格，但他没有发现这封信，于是赫德萨克按照计划选巴恩斯当继任人。来到大钟里，莫兹将阿洛伊修斯打倒。巴恩斯最终安全落到地面，与艾米重逢。伴随着1959年的到来，穆斯伯格自杀未遂，被送到精神病院，同时巴恩斯为孩子推出新发明，在折叠好的纸片上画了一个神秘的圆圈，其实是飞盘。

## 阵容
- 蒂姆·罗宾斯 饰 诺维尔·巴恩斯（Norville Barnes）
- 珍妮佛·傑森·李 饰 艾米·亚彻（Amy Archer）
- 保羅·紐曼 饰 西德尼·J·穆斯伯格（Sidney J. Mussburger）
- 吉姆·特魯-福斯特 饰 克拉伦斯·“巴兹”·冈德森（Clarence "Buzz" Gunderson），电梯操作工
- 比尔·科布斯（英语：Bill Cobbs） 饰 钟表工莫兹（Moses）
- 哈里·布金（英语：Harry Bugin） 饰 看门人阿洛伊修斯（Aloysius）
- 布魯斯·坎貝爾 饰 记者施密特（Smitty）
- 約翰·馬奧尼 饰 报社总编Al
- 查理士·邓宁 饰 华林·赫德萨克（Waring Hudsucker）
- 帕特里克·克兰肖（英语：Patrick Cranshaw） 饰 古代分拣员
- 安娜·妮可·史密斯 饰 扎扎（Za-Za）
- 史蒂夫·布西密 饰 披头族酒吧调酒师
- 山姆·雷米 饰 赫德萨克头脑风暴者
- 喬·波里托 饰 布姆斯特德先生（Mr. Bumstead）
- 彼得·蓋勒 饰 维克·特内塔（Vic Tenetta）
- 約翰·古德曼 饰 罗克韦尔新闻片播音员

## 制作

### 编剧
乔尔·科恩最初认识山姆·雷米，是给他1981年电影《屍變》当助理剪辑师的时候。两人于1981年开始创作本片剧本，并在1985年电影《XYZ謀殺案》的摄制阶段及同年电影《血迷宮》的后期制作阶段继续完成剧本，期间与科恩兄弟同居一室。科恩兄弟和拉米受普雷斯顿·斯特奇作品（如《七月圣诞》）及好莱坞讽刺片《蘇利文遊記》（1941）启发。影片感情基调及普通人当英雄的正派元素受《迪兹先生进城》（1936）、《见见无名氏》（1936）及《風雲人物》（1946）等法蘭克·卡普拉作品影响，台词則致敬霍華·霍克斯的《女友禮拜五》（1940）。珍妮佛·傑森·李在片中扮演大大咧咧的记者艾米·亚彻，是在参考羅莎琳德·拉塞爾和凯瑟琳·赫本的言行举止。另有观察人士发现影片还参考了《纵横天下》（1954）及《成功的滋味》（1957）。不过兄弟俩明言不评价或戲仿其他电影，而是如伊森所說，“看了那些电影”，覺得“它们太有趣了，我们也拍一部吧”，而不“它们太有趣了，我们来评价一下吧”。拉米说剧本是“大财团喜剧”，“回归到他们以前四五十年代拍的那些非常大型的浪漫喜剧”。自此，兄弟俩在公寓里来回踱步，轮流开动打字机。到了思路堵塞的时候，拉米会变着法给他们鼓劲。譬如，伊森来回踱步的时候，拉米会搬动公寓里的东西，借此甩开伊森。有时他甚至朝兄弟俩仍鞭炮。
有位影评人这样描述电影受的众多影响：“从不正经的名字及笨拙的体态中，我们可以看出诺维尔·巴恩斯是普雷斯·顿斯特奇式的英雄，只不过困在弗兰克·卡普拉的故事中，而且两样东西永远不应该交汇在一起，尤其是在这样一个似乎由弗里茨·朗创造的世界中——机械怪物般的收发室与包豪斯风格的大办公室形成鲜明对比，完美契合《大都會》所呈现的劳资纠纷关系。”有记者认为影片角色代表着资本主义与劳动经济学的角力。对此，乔尔·科恩表示：“这些角色可能体现了你说的那些宏大主题，但这些问题不属于我们的兴趣范围——而且我们也不感兴趣。”影片多次呈现“命運之輪”这个叙事母题，相应展现圆形这个视觉母题，包括片头莫兹的独白、赫德萨克的大钟、穆斯伯格的怀表、呼啦圈及飞盘的发明、诺维尔与艾米有关业障的对话。
科恩兄弟与拉米构思的第一个画面，是诺维尔·巴恩斯从摩天大楼的窗户一跃而下，之后再想出巴恩斯去到那里的办法，以及拯救他的方式。呼啦圈在剧中属于剧情设计。乔尔回忆道：“我们得让诺维尔发明一些看起来很荒谬的东西，这件东西从理性层面看注定会失败，但从观众这个层面看，会觉得它肯定是现象级的成功之作。”伊森说：“圆形这个母题融入到影片的设计中，看起来更加合适。”乔尔认为：“由此一来，圆形就成了推动电影的设计元素，与垂直直线构成张力，高高的楼与随处可见的圆形（形成对比），圆形与剧情及影片结构交相辉映。影片的开头就是结尾，之后的内容属于倒叙，返回到开头。”科恩和拉米花了三个月时间，才将剧本写好。早在1985年，科恩兄弟就说降下来的项目“发生在50年代末的一座摩天大楼内，是关于大财团的故事。角色说话很快，穿着耀眼的衣服”。
虽然影片剧本到1985年才完成，乔尔还是觉得他们不可能在那个时候拍这部电影，因为那时候他们没什么名气，再加上剧本拍起来成本太高，两人才拍完《血迷宮》这部獨立電影，已经没有什么钱，无法负担这部剧的拍摄费用。直到拍完《巴顿芬克》（1991），兄弟俩才向更主流的电影靠拢。到了影片重提上日程，科恩和拉米草草改写了剧本。制片人喬·西佛很喜欢科恩兄弟之前的电影，代表他的制片公司西尔弗影业买下剧本，将项目介绍给华纳兄弟影业。西尔弗允许科恩兄弟完全控制影片的艺术层面。

### 制片
科恩兄弟首次启用大明星拍摄电影。喬·西佛首选湯姆·克魯斯扮演诺维尔·巴恩斯，科恩坚持让蒂姆·罗宾斯出演。另外，乔恩·克莱尔参与巴恩斯一角的试镜。薇诺娜·瑞德和布莉姬·芳達争夺艾米·亚彻这个角色，最终输给了珍妮佛·傑森·李。李之前参与科恩作品《米勒的十字路口》和《巴顿芬克》的试镜，但遗憾落选，使得科恩选他参与《赫德萨克的代理人》。准备艾米·亚彻这个角色的时候，李阅读三四十年代知名女性的传记，包括羅莎琳德·拉塞爾、凯瑟琳·赫本和珍·亞瑟。据乔尔回忆，给西德尼·穆斯伯格这个角色选角的时候，“华纳兄弟建议了许多名字”，“其中许多都是明显不适合的喜剧演员”，因为穆斯伯格是个反派，只有保羅·紐曼将这个角色演活。然而科恩兄弟一开始是选克林·伊斯威特扮演这个角色，只不过对方因档期冲突推掉。
纽曼和罗宾斯签约后，宝丽金影视娱乐和Working Title Films同意为华纳兄弟及西尔弗影业提供资金支持。影片启用北卡罗来纳州威尔明顿卡罗可制片厂（Carolco Studios）五个隔音片场进行拍摄，1992年11月30日开拍。拉米担任第二摄制组导演，负责拍摄呼啦圈的戏份及华林·赫德萨克自杀的场面。美术指导丹尼斯·加斯纳参考法西斯建筑（尤其是阿尔伯特·斯佩尔的作品）、特里·吉列姆作品《妙想天开》（1985）、弗蘭克·勞埃德·賴特作品及装饰风艺术运动作品设计布景。加斯纳考虑出动五个大房间来容纳这个隔音片场。他表示：“要知道，我们想搞个大场面。”他设计的那张1950年代风格桌子非常大，必须拆成五个部分，到隔音片场里组装，觉得这个尺寸能产生压抑感。主体拍摄于1993年3月18日结束。
另外，影片还有许多在芝加哥市场取景的戏份，其中商品市场用作赫德萨克工业大楼的入口及大堂，芝加哥希尔顿酒店用作圣诞节舞会场地。
北卡罗来纳州罗利的《新闻与观察报》印刷机也出现在电影中。

### 特效
迈克尔·J·麦卡利斯特（《聖戰奇兵》、《风云际会》）与馬克·斯泰森（《超人再起》、《小飛俠彼得潘》）负责监督影片微缩模型的制作。曾在众多科恩兄弟电影中担任机械效果设计师的彼得·切尼（Peter Chesney）打造了一副16英尺（15.9米）的天使之翼，用在扮演华林·赫德萨克的演员查理士·邓宁身上：“我用了好多电动机来造这个复杂的钢铁电枢，安排一切，让他能折叠、展开、拍打这副翼。之后我们给它裹上真的鸭毛和火鸡毛。我们根据鸽子悬停在地面的慢动作照片打造这幅翼。”大楼所处的背景由麦卡利斯特和斯泰森共同设计，是一个1比24的比例模型，单独拍摄，到后期制作再合并。为了拉长这个镜头，赫德萨克大楼的模型有90层楼，而非实际上的45层。
影片背景雖然设置在纽约市，但有芝加哥的影子，開場的摩天大楼就有當地的商品市场和怡安中心。影片出现的纽约摩天大楼还包括建宁大厦、·弗雷德·F.·法兰奇大厦和曼哈顿华尔街一号：“我们挑了我们最喜欢的现实当中的纽约大楼，把它们放进一个街区”，缔造出“梦幻般的感觉，融入到（影片的）氛围和气息中”。而前提在于，开场模型需是梦幻般的、1950年代的纽约城，之后根据这个概念打造微缩城市。麦卡利斯特说科恩兄弟不想实打实地创造1950年代的纽约天际线，而是想打造一个风格化的版本。因此格斯纳以《40年代纽约城》（New York in The Forties）这本书为参考，借此打造城市景观。经过三个月的努力，27位剧组成员打造出24比1的微缩城市。至于赫德萨克大楼，他们打造了6比1的模型，用于近景镜头，包括开头推向诺维尔的缓慢放大镜头。而这个有待拍摄的镜头插在时钟模型的镜头里，拍摄时需要用广角镜头移向站在等比的布景内的蒂姆·罗宾斯。麦卡利斯特认为这属于尖端技术，只能用计算机来完成。他们造的大多数建筑模型只有两面，只能从正面和侧面看，还有一些只有一面的，只能从前面看，而赫德萨克大楼是完成的三维模型。亚内克·西尔斯率领的The Computer Film Company负责操作影片开头诺维尔的放大镜头、电脑生成下雪特效及复合角色下落的镜头。
为了塑造两个自杀跳楼画面，剧组在侧面悬挂了微缩的纽约布景，让布景完全跟着大楼的高度移动。麦卡利斯特算出一次掉落需要七秒，但出于戏剧目的把它延迟到30秒。科恩兄弟和摄影指导罗杰·迪金斯认为这些镜头用广角镜头拍摄更有效时，问题出现了。“这些大楼是为18毫米胶片镜头打造的，但我们用14毫米镜头，再用10毫米的镜头，就想着拍更多东西。”然而拉宽视野会让画幅边框超出城市模型的边缘，留下没有建筑物的空白地方。到最后，剧组将只有一面的建筑物放在边缘处，打造额外的建筑。查尔斯·达宁掉落的镜头照常规模式拍摄，但蒂姆·罗宾斯掉落的镜头有中止的时候，所以他的镜头要反着拍，把他从镜头中拉开。
影片打造的摩天大楼模型后来出现在《魅影奇侠》、《永远的蝙蝠侠》、《蝙蝠侠与罗宾》和《酷斯拉》中。

### 改编
片中华林·赫德萨克从公司大楼跳下的场景取材于现实中联合品牌（United Brands）前主席伊莱·布莱克1975年自杀。

## 原声带
| 評論得分 | 評論得分 |
| 來源     | 評分     |
| -------- | -------- |
| AllMusic | [ 26 ]   |

卡特·伯韦尔为影片谱写配乐，是他第五次和科恩兄弟合作。主题音乐以阿拉姆·哈恰图良芭蕾舞剧作品《斯巴達克斯》选段《斯巴达克斯与弗里吉亚的慢板》（"Adagio of Spartacus and Phrygia"）为基础，呼啦圈的戏份则出现了这部芭蕾舞剧的其他音乐。由彼得·蓋勒扮演、以迪安·马丁为原形的维克·特内塔唱起了《回忆油然而生》（"Memories Are Made of This"）这首歌，体现了影片故事发生时的流行音乐。除此之外，影片还出现了哈恰图良的《加雅涅》组曲。诺维尔第一次遇见艾米一幕中，伯韦尔也使用了该剧的一个选段。小男孩第一次试玩呼啦圈的时候，背景音乐响起了哈恰图良的《年轻登山者的舞蹈》（"Dance of the Young Mountaineers"），紧接着《马刀舞曲》（两首歌均出自《加雅涅》）。

## 发行

### 商业成绩
发行方华纳兄弟举行试映，得到大体上两极分化的观众评价。他们提议重拍，但被拥有最终剪辑版特权的科恩兄弟婉拒，理由是对这部他们迄今为止预算最高的作品感到紧张，非常渴望这部电影在主流市场获得成功。到最后，制片人补上已经删掉的画面，又为结尾 补拍一下小镜头。《綜藝》认为剧组补拍镜头是为了拯救这部片子，因为华纳担心这部片子沦为票房炸弹。乔尔·科恩在采访中回答了这个问题：“事先声明，他们没有重拍，只是稍微加了一些画面。我们想拍一些武打戏，用在影片结尾。补拍是我们编辑电影出来的产物，不是预览电影的。我们每部电影都有补拍镜头，所以这很正常。”
1994年1月，影片首映礼在犹他州帕克城的圣丹斯电影节举行。除此之外，影片还是第47屆坎城影展的开幕片，于1994年5月12日放映，同时参与角逐金棕榈奖，但输给了《低俗小说》。影片于1994年5月12日上映，最终仅在北美地区收获2,816,518美元的票房，海外票房1130万美元。官方公布的拍摄成本为2500万美元，但据报后来因宣传推广工作增加到4000万美元。影片沦为票房炸弹。

### 专业评价
除了低迷的票房表现，影片上映时也获得影评人两极的评价。汇总媒体烂番茄收录46条评论，打出59%的新鲜度，平均得分6.4/10。网站共识写道：“《影子大亨》是一部奇怪得耐人寻味、视觉效果非常独特的作品，最终呈现的效果几乎是大家所想的那样有趣、吸引人，尽管不是非常那种。”
罗杰·埃伯特赞扬影片的美术指导、比例模型、接景、摄影和角色，但有一个问题，就是影片的所有东西都流于表面，没有实质内容，没有任何迹象表明影片有认真对待过自己的故事，哪怕是一丁点尝试。所有内容都很格式化，演员表演故作讽刺。《华盛顿邮报》的德森·汤姆森认为影片“毫无意义地浮华，过分引用1930年代的作品。而且演员表演缺乏人情味，尽管影片明显想体现这个至关重要的元素。”他觉得这部片子就跟代理的东西那样虚假。
《國家評論》的约翰·西蒙认为影片“愚蠢、让人难以忍受”。
为《综艺》杂志撰稿的托德·麦卡锡（Todd McCarthy）认为影片是所有模仿古典好莱坞电影的新好莱坞电影作品之中，最令人印象深刻、技术上最让人震撼的一部。尽管影片本身是在戏仿，但它是人工合成品，缺乏一些本应具备的情感及人情味，虽然看起来很神奇。詹姆斯·贝拉迪内利给出非常正面的评价，认为影片可以与同样讲大企业的勞勃·阿特曼作品《大玩家》串联起来。从洞穴般的邮件室，到会议室里错综复杂的阴谋，无不在仿照《妙想天开》的场景。影片就是这样纯粹地讽刺最恼人和最让人开心的东西。在这个1958年的超现实世界中，我们可以找到1990年代公司遇到的问题，这些东西都被扭曲，以迎合影片制作人的意愿。
1999年5月18日，华纳家用媒体发行了影片的DVD。影碟不包含花絮内容。2013年2月26日，影片蓝光光碟发行，为华纳经典珍藏系列的首批公开产品。这个版本的影碟仍没有花絮片段。
影片上映20年后，罗杰·埃伯特影评网的斯各特·塔福亚（Scout Tafoya）称赞影片扩展了原型作品的主题及概念，呈现出一趟风格化的冒险旅程：“1930、40年代喜剧的谈吐和举止很快，但不会像科恩兄弟的作品那样跑得那么快。他们的镜头高速扫过八卦消息及资本主义，呈现得飞快。布景如同奇迹，让人觉得很舒服，值得表扬。经过对装饰风艺术到未来主义等早期现代艺术的调查，每一幅画面的呈现效果加倍了。”

### 年终榜单
- 第8名– 斯蒂芬·亨特（英语：Stephen Hunter），《巴尔的摩太阳报》[40]
- 第8名– 桑迪·戴维斯（Sandi Davis），《俄克拉荷马报（英语：The Oklahoman）》[41]
- 第9名– 肖恩·P·明斯（Sean P. Means），《盐湖城论坛报（英语：The Salt Lake Tribune）》[42]
- 10强（依字母顺序排列，无排名）– 威廉·阿诺德（William Arnold），《西雅图邮讯报》[43]
- 荣誉奖– 迈克·克拉克（Mike Clark），《今日美國》[44]
- 大失望– 格伦·洛弗尔（Glenn Lovell）《聖荷西信使報》[45]

## 延伸阅读
- Cotta Vaz, Mark; Duignan, Patricia Rose. . New York: DelRey (Ballantine). 1996. ISBN 978-0-345-38152-1.